# Stephen Simmonds
Stephen Guy Simmonds, född 26 juni 1975 i Täby, är en svensk singer/songwriter, multiinstrumentalist, DJ och soulmusiker.

## Biografi
Simmonds är uppvuxen i södra Stockholm, USA och Israel. Hans far var jamaican och hans mor svenska. Han gick musikutbildningen på Södra Latin. Simmonds syntes redan i TV-rutan som liten när han medverkade i barnkören i Dan Tillbergs musikvideo till ABCD, som tävlade i Melodifestivalen 1986. 1995 fick Peter Cartriers höra Stephen Simmonds sjunga och bjöd in honom för att spela in en demo. 
År 1997 fick Simmonds sitt stora genombrott med låten "Tears Never Dry", som han sjöng tillsammans med Lisa Nilsson.
Sommaren 2003 blev han tillfrågad om han ville skriva en sång till en ny film. Han accepterade och skrev "Where Is My Love" som är med i svenska filmen Rånarna.
Låten "So Good" blev uttagen att delta i Melodifestivalen 2005 men blev diskvalificerad för att Simmonds inte själv ville framföra låten.
Hösten/vintern 2009–2010 agerade han kapellmästare i TV4:s humorprogram Cirkus Möller.
Hösten 2021 nystartade han livekulturen i Kungsträdgården i Stockholm efter 1,5 år av pandemirestriktioner.
2019 blev han Director of Music & Experience för Hotel Diplomat och år 2021 detsamma för boutiquehotellet Villa Dagmar i Stockholm. 2022 lämnade han för nya projekt.
2025 uppträdde han på GANT Awards.

## Bildgalleri från konserten i Kungsträdgården 2021

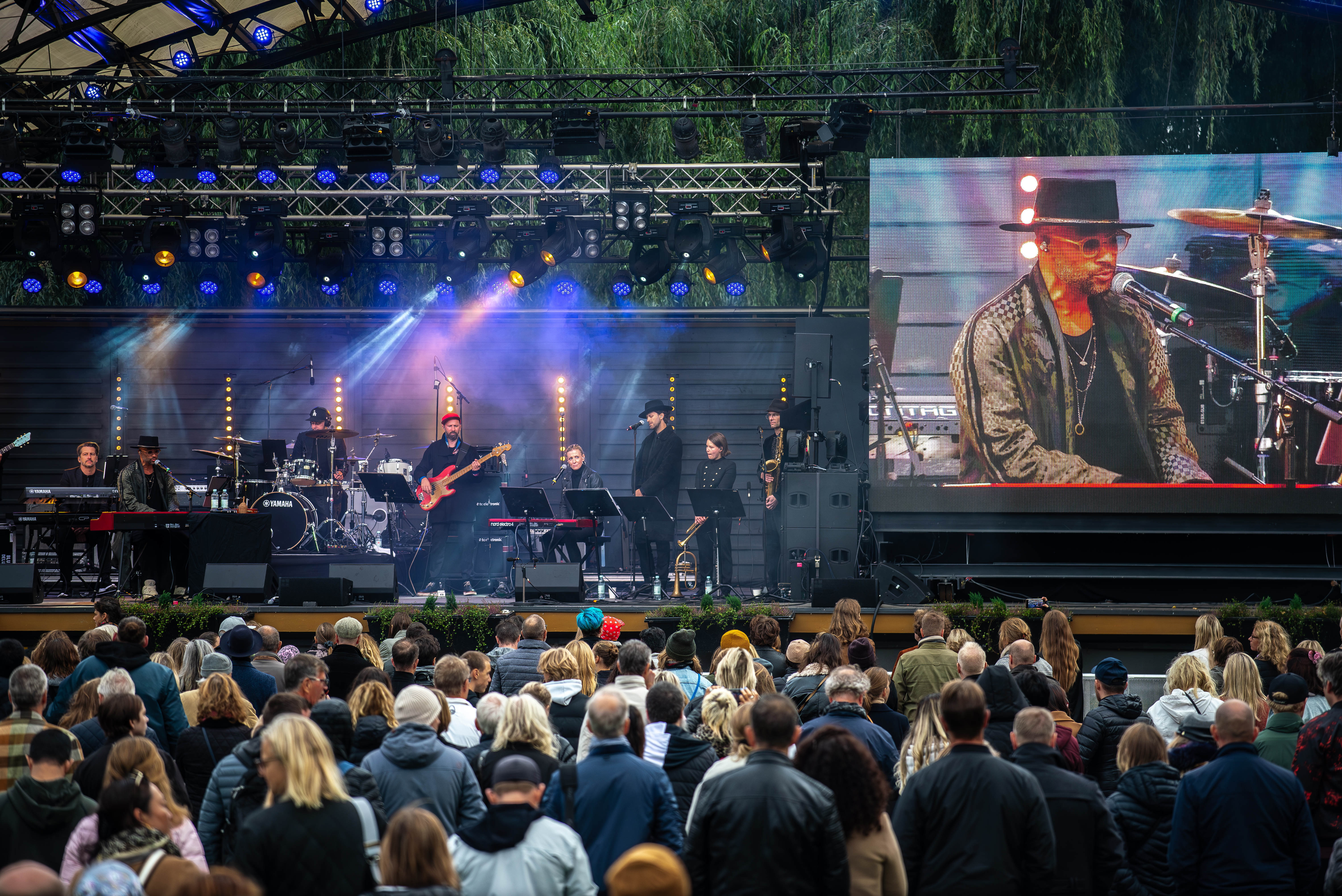
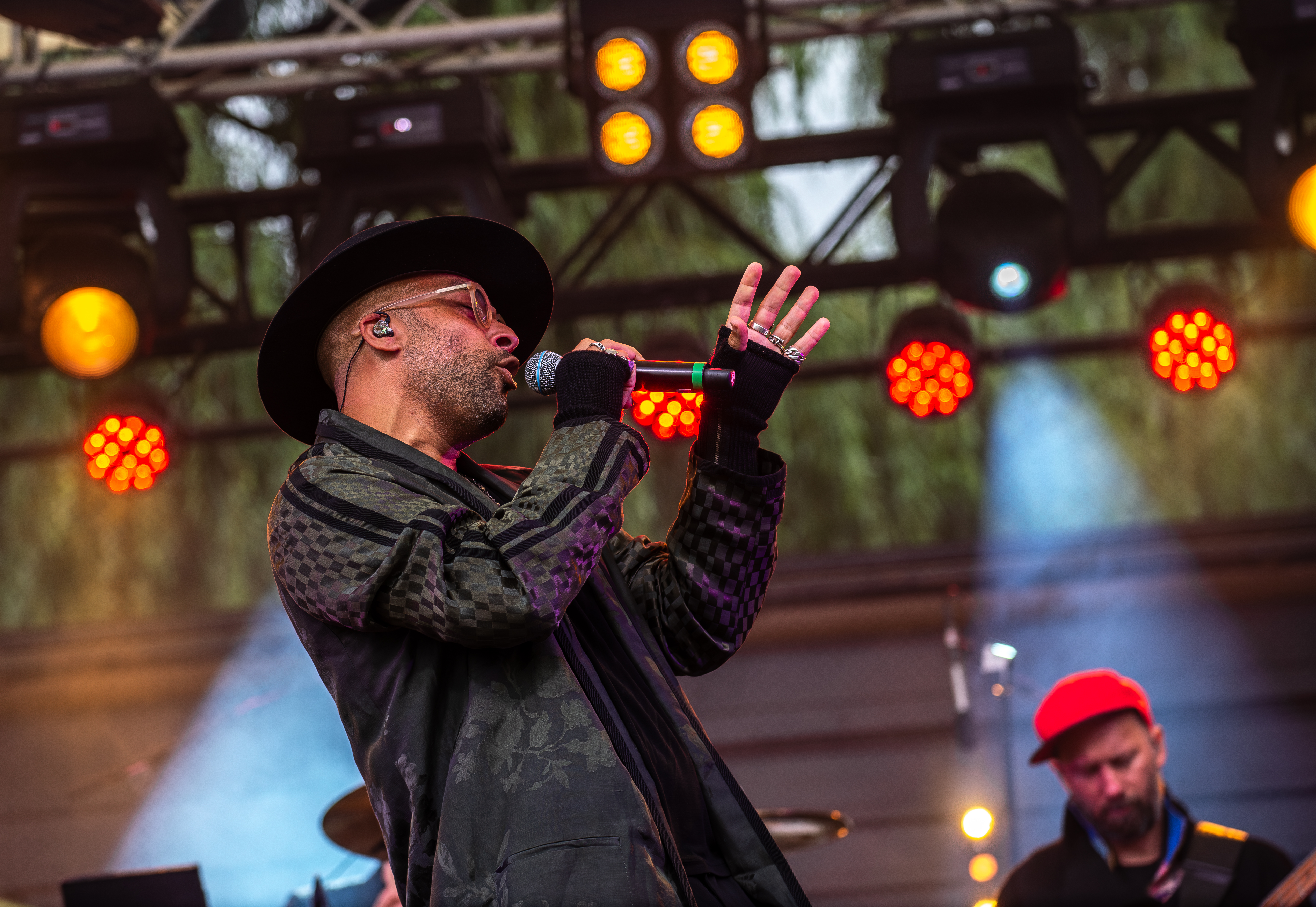
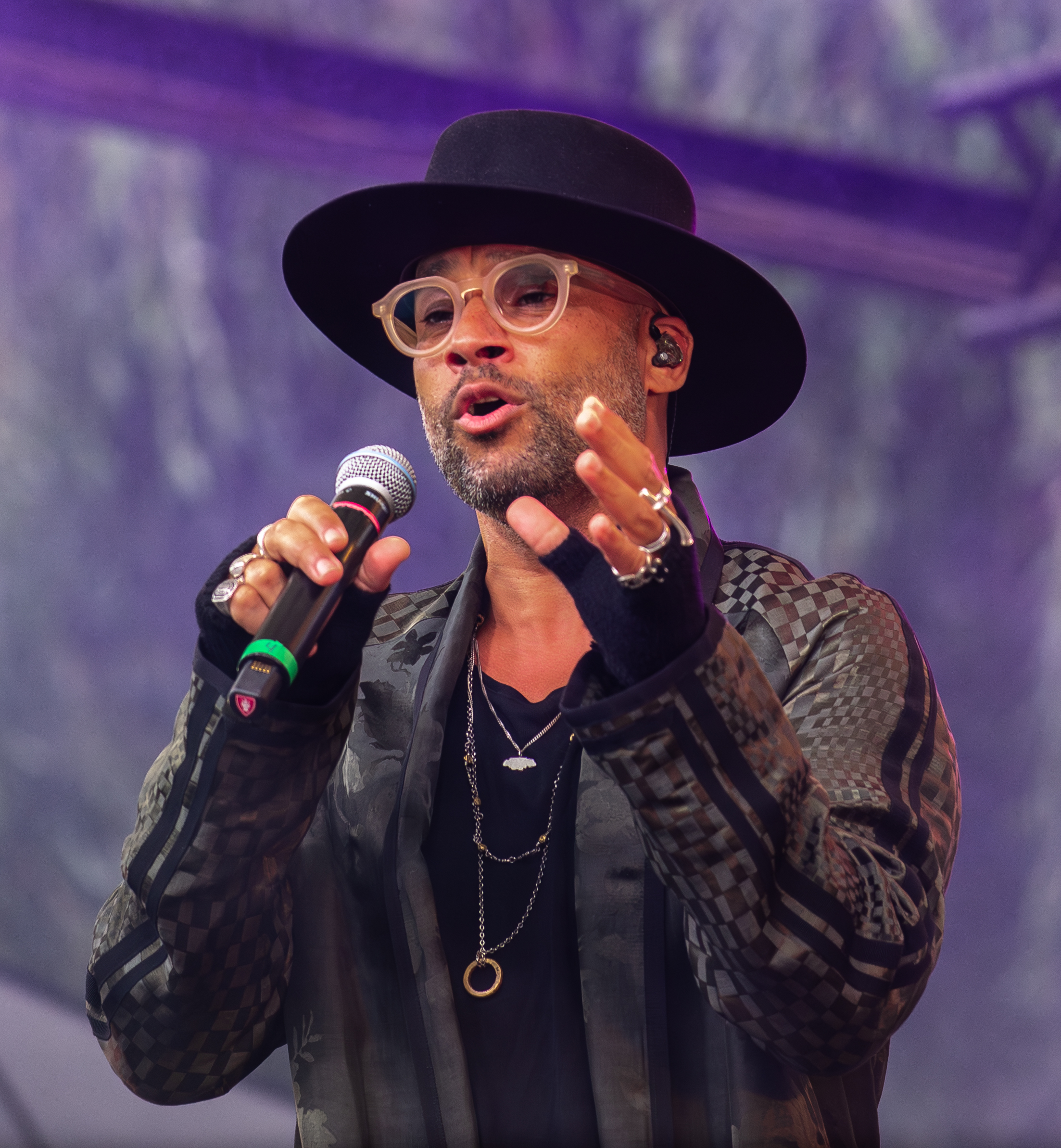
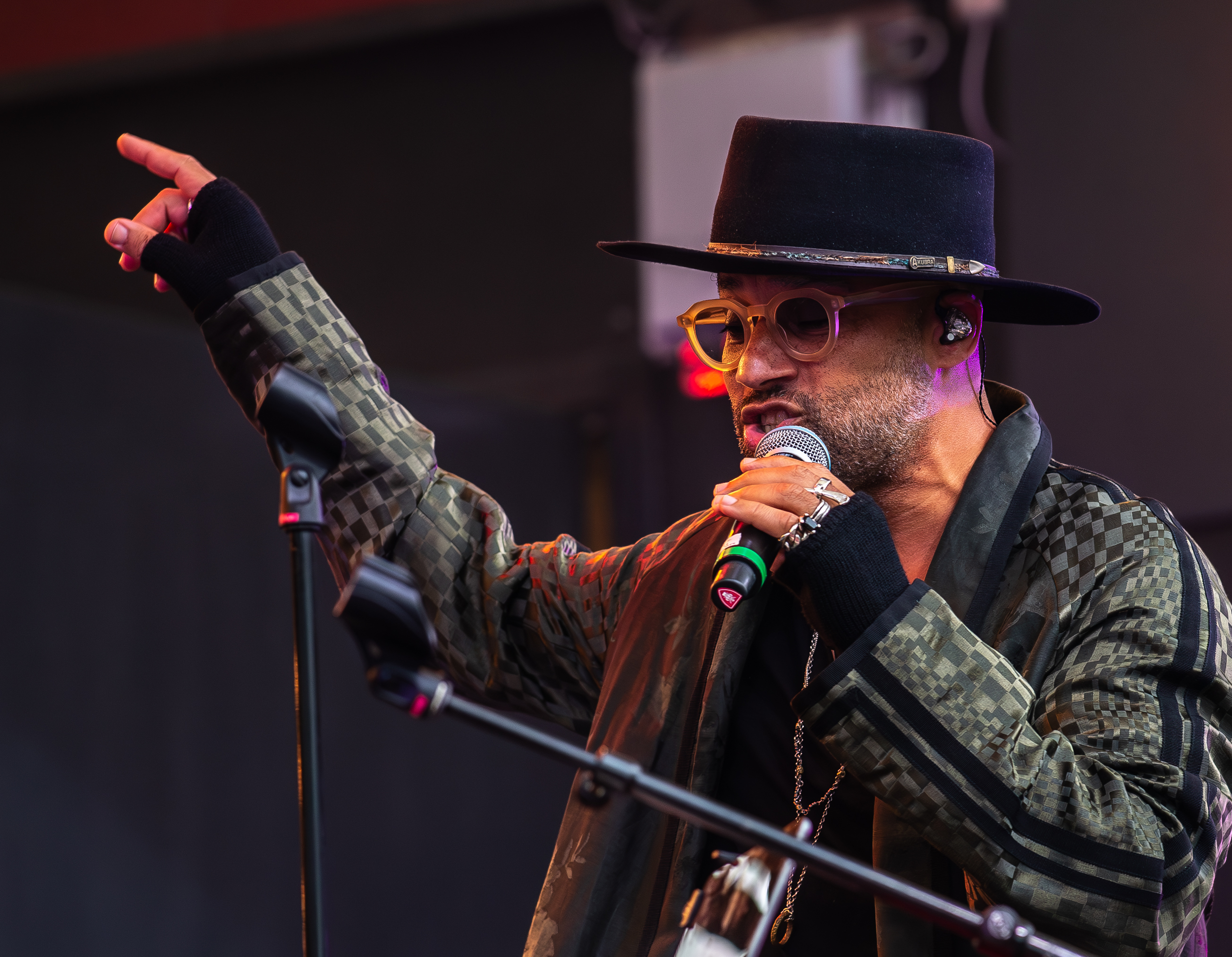
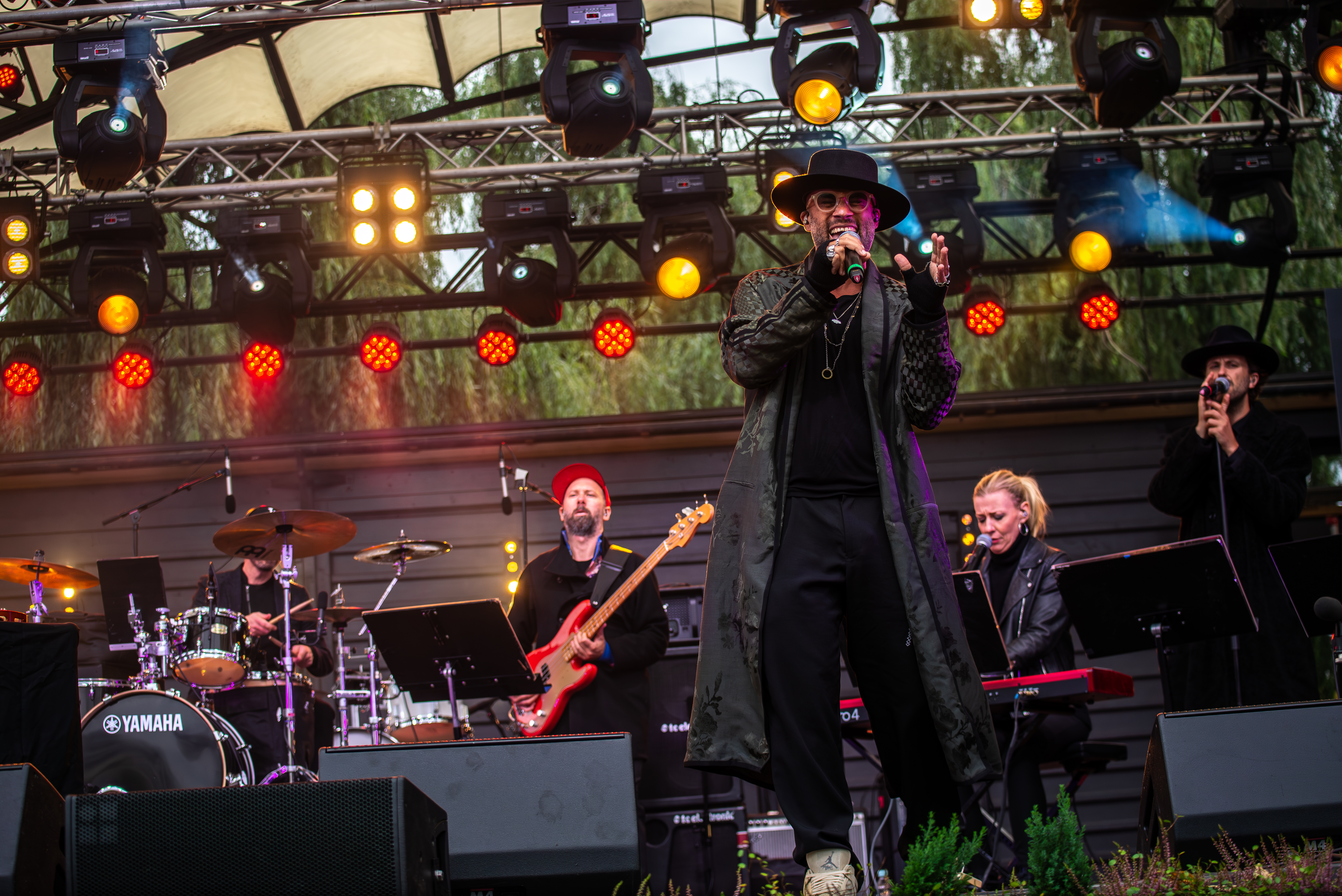

## Diskografi

### Album
- 1997 - Spirit Tales
- 1997 - Alone
- 2002 - For Father
- 2005 - This Must Be The Ground
- 2010 - Anomie
- 2016 - Cuts from 1997 To 2010

## Filmmusik
- 2010 – För kärleken